# Anton Olofsson (konstnär)
Anton George Olofsson, född 21 oktober 1860 i Näs, Lemunda, Östergötland, död 18 maj 1949, var en svensk köpman och konstnär.
Han var son till Anders Petter Olofsson och gift med Ellen Nyman samt far till Georg Olofsson. Han var farfar till Pierre Olofsson. Olofsson var ursprungligen lantbrukare och blev sedermera köpman. Vid sidan av sitt arbete var han verksam som konstnär och utförde landskapsmålningar från hemtrakten. Olofsson var en av pionjärerna vid tillkomsten av Motala museum där han var både ordförande och intendent för konstsamlingen. Han var representerad i Riksförbundet för bildande konsts vandringsutställning Naiv och Naivistisk konst i Sverige 1949-1950. Olofsson är representerad vid Motala museum. 